# Fraguas (Salamanca)
Fraguas es una entidad de población española del municipio de Carrascal de Barregas, perteneciente a la provincia de Salamanca, en la comunidad autónoma de Castilla y León.

## Historia
Hacia mediados del siglo XIX, el lugar, por entonces referido como una alquería ya perteneciente a Carrascal de Barregas, tenía contabilizada una población de dieciséis habitantes. Aparece descrito en el octavo volumen del Diccionario geográfico-estadístico-histórico de España y sus posesiones de Ultramar de Pascual Madoz con las siguientes palabras:

FRAGUAS: alq. agregada al ayunt. de Carrascal de Barregas en la prov., dióc. y part. jud. de Salamanca (2 leg.) Está sit. cerca del arroyo de Valmuza, y confina su térm. al N. con el desp. de Aldea de D. Sancho: S. con el Palacio de la Valmuza; E. con Montalvo, y O. con término de la Rad.; se estiende de N. á S. 1/4 de leg. y 1/2 de E. á O. El terreno es de regular calidad, y comprende 580 fanegadas de tierra, 220 para pasto y las restantes para labor, hallándose esparcidas por él varias encinas. prod.: unas 300 ó 400 fan. de granos de toda clase. pobl.: 3 vec., 16 alm. contr.: con su ayuntamiento. (V.)
(Madoz, 1847, p. 161)

En 2022, tenía empadronados cuatro habitantes.